# Saddlehorn Caretaker's House and Garage
La Saddlehorn Caretaker's House and Garage est un ensemble architectural composé d'une maison et son garage dans le comté de Mesa, dans le Colorado, aux États-Unis. Protégé au sein du Colorado National Monument, cet ensemble construit dans le style rustique du National Park Service en 1935-1936 est inscrit au Registre national des lieux historiques depuis le 21 avril 1994. Chacun des deux bâtiments qui le composent est une propriété contributrice au Colorado National Monument Visitor Center Complex, un district historique inscrit au Registre national des lieux historiques depuis le 15 juillet 2003.